# Матчи сборной России по регби 1992
После прекращения существования СССР правопреемником его регбийной сборной в 1992 году стала сборная СНГ, которая в том же году была преобразована в сборную России. В качестве сборной СНГ команда провела пять матчей, из которых два носили тестовый характер и проводились в рамках чемпионата Европы 1990/1992 года.
Дебют сборной России (в некоторых источниках — той же сборной СНГ) состоялся 6 июня матчем против звёздного клуба «Барбарианс» и завершился победой России со счётом 27:23. Чуть позже студенческая сборная СНГ сыграла три матча на Кубке мира среди студентов в итальянском городе Ровиго, а в сентябре объединённая сборная игроков России, Казахстана, Узбекистана и Украины под названием «Русские медведи». Уже как сборная России национальная команда провела три матча в рамках группы A предварительного турнира чемпионата Европы, носившие тестовый характер. 
В пяти матчах сборной СНГ были зафиксированы три победы и два поражения. В четырёх матчах сборной России (с учётом игры против «Барбарианс») были зафиксированы три победы и одно поражение. В трёх матчах студенческой сборной СНГ зафиксированы одна победа и два поражения. В трёх матчах команды «Русские медведи» зафиксированы одна победа и два поражения.

## Список встреч

### Неофициальные матчи
В феврале СНГ сыграла два матча на тренировочном сборе в Дубае: Дубай - СНГ - 0:43 и сборная Персидского залива - СНГ - 15:54. В апреле команда принимала команду профсоюзов работников почты, телеграфа и телефона из Марселя: СНГ - АСПТТ Марсель - 20:10.

### Чемпионат Европы 1990/92[англ.]. Группа А. Второй круг
| 10 мая 1992                                                                                           | \| Румыния \| 34:6[1] \| СНГ \| \| Николае Рэчан[англ.] (2) · Василе Давид · Хараламбие Думитраш[англ.] · Гелу Игнат (3) · Гелу Игнат (3) · Гелу Игнат \| Голы \| \| | Бухарест, ст. «Динамо» |
| Румыния                                                                                               | 34:6 | СНГ                    |
| Николае Рэчан (2) · Василе Давид · Хараламбие Думитраш · Гелу Игнат (3) · Гелу Игнат (3) · Гелу Игнат | Голы |                        |

| 28 мая 1992              | \| СНГ \| 15:36[2][1] \| Франция \| \| Хохлов[2] · Зуев[2] · Куперман[2] \| Голы \| \| | Москва  |
| СНГ                      | 15:36                                                                                  | Франция |
| Хохлов · Зуев · Куперман | Голы                                                                                   |         |

### Первый матч сборной России (тест-матч)
| Россия | 27:23 | Барбарианс                                                                          |
| Николай Плотников · Виталий Сорокин · Владимир Воропаев · Юрий Николаев · Алексей Бугров (2) · Юрий Николаев (3) | Голы  | Алекс Мур · Жан-Марк Лафон · Жан-Батист Лафон · Алед Уильямс (3) · Жан-Батист Лафон |

| | Составы  | | |
| 1. Сергей Борисов (ВВА имени Гагарина) · 2. Раув Маликов (Алиса) · 3. Сергей Молчанов (Слава) · 4. Пётр Ильвовский (СКА Алма-Ата) · 5. Сергей Клименко (ВВА имени Гагарина) · 6. Владимир Клочков (СКА Алма-Ата) 41' · 7. Николай Плотников (Алиса) · 8. Александр Валяльщиков (Алиса) · 9. Александр Примаченко (Политехник Киев) 45' · 10. Юрий Николаев (Красный Яр) · 11. Игорь Куперман (Красный Яр) · 12. Виталий Сорокин (ВВА имени Гагарина) · 13. Сергей Романов (Алиса) · 14. Владимир Воропаев (ВВА имени Гагарина) · 15. Алексей Бугров (Алиса) |          | 1. Марк Линнетт 2. Найджел Мик 3. Тосиюки Хаяси 4. Найджел Редман 5. Саймон Дир 6. Дерек Тёрнбулл 7. Энди Робинсон 8. Стюарт Дэвис 9. Ричард Хилл 10. Алед Уильямс 11. Алекс Мур 12. Роджер Бидгуд 13. Дени Шарве 14. Жан-Марк Лафон 15. Жан-Батист Лафон | 1. Марк Линнетт 2. Найджел Мик 3. Тосиюки Хаяси 4. Найджел Редман 5. Саймон Дир 6. Дерек Тёрнбулл 7. Энди Робинсон 8. Стюарт Дэвис 9. Ричард Хилл 10. Алед Уильямс 11. Алекс Мур 12. Роджер Бидгуд 13. Дени Шарве 14. Жан-Марк Лафон 15. Жан-Батист Лафон |
| Андрей Сорокин (ВВА имени Гагарина) 41' · Александр Бычков (СКА Алма-Ата) 45' | Запасные | | |
| Пётр Этко | Тренеры  | | |

### Студенческая сборная
С 30 июня по 19 июля в итальянском Ровиго студенческая сборная СНГ (она же студенческая сборная России) принимала участие в Кубке мира среди студентов (англ. Students World Cup). Она заняла 3-е место в группе и не вышла в следующий раунд:
- СНГ - Италия - 8:13 (8:10)
- СНГ - Ирландия - 16:35
- СНГ - Германия - 46:9

### Русские медведи
В сентябре сборная из игроков молодежных сборных России, Казахстана, Узбекистана, Украины провела три матча против Гонконга.
- 11 сентября.  Гонконг —  Русские медведи — 23:21
- 13 сентября.  Гонконг XV —  Русские медведи — 22:24
- 15 сентября.  Гонконг —  Русские медведи — 25:15

### Чемпионат Европы 1992/94[англ.].Предварительный турнир[англ.]. Группа A (A1)
| Бельгия        | 11:17 | Россия |
| 67' · 32', 62' | Голы  | 8' Александр Сухов · 40' Александр Бычков · 8' Сергей Болдаков · 40' Сергей Болдаков · 37' Сергей Болдаков |

|  | Составы | |                 |
|  |         | Владислав Воропаев - Андрей Шалюта, Сергей Романов, Виталий Сорокин, Александр Сухов - Сергей Болдаков, Александр Бычков (Игорь Французов, 65) / Андрей Сорокин, Виктор Кушнарев, Евгений Косолапов - Александр Чеботарев, Андрей Емельянов - Сергей Борисов, Владимир Марченко, Вадим Казыдуб (Павел Барановский, 70) |                 |
|  | Тренеры | Владимир Грачёв | Владимир Грачёв |

| 18 октября 1992 | \| Франция \| 76:12 (20:7)[1] \| Россия \| \| 11 поп, 9 реал., 1 шт. \| Голы \| Романов (Миронов, п+р, 40), Тихонов (п, 79) \| | Вильнев-сюр-Лот, стадион Де-Ля-Туре-Мору Судья: Кондорелли |
| Составы: Россия: Воропаев (кап) - Шалюта, Романов, Сорокин В., Сухов - Миронов (Болдаков, 55), Бычков / Сорокин А. (Барановский, 75), Тихонов, Кушнарев (Косолапов, 65) - Емельянов, Клименко - Борисов, Марченко, Чеботарев | |                                                            |
| Франция | 76:12 (20:7) | Россия                                                     |
| 11 поп, 9 реал., 1 шт. | Голы | Романов (Миронов, п+р, 40), Тихонов (п, 79)                |

| 25 октября 1992 | \| Россия \| 13:10 (8:7)[1] \| Германия \| \| 40' Андрей Сорокин · 50' Виталий Сорокин · 25' Виктор Яковлев \| Голы \| 36' · 36' · 63' \| | Лосино-Петровский Судья: Frantschi |
| Составы: Россия: Романов (кап) - Шалюта, Сергеев, Сорокин В., Сухов - Яковлев, Зайцев / Воинов, Кочетов, Сорокин А. - Чеботарев, Богданов - Шираковский, Борисов, Валиев | |                                    |
| Россия | 13:10 (8:7) | Германия                           |
| 40' Андрей Сорокин · 50' Виталий Сорокин · 25' Виктор Яковлев | Голы | 36' · 36' · 63'                    |

## Комментарии
1. ↑  В некоторых источниках заявлена как сборная СНГ[1]